# Noordse combinatie op de Olympische Winterspelen
De olympische sportdiscipline noordse combinatie staat sinds de eerste editie van de Olympische Winterspelen in 1924 op het programma.
Het unieke aan de noordse combinatie  is dat het de enige discipline is, die geen onderdeel voor vrouwen heeft op de Olympische Winterspelen Een nieuwe aanvraag om ook vrouwen te laten deelnemen is ingediend bij het Olympisch Comité, en aangezien in 2020 de eerste Wereldbeker voor de vrouwen is georganiseerd.
Samen met de olympische sportdisciplines alpineskiën, freestyleskiën, langlaufen, schansspringen en snowboarden wordt de noordse combinatie georganiseerd door de Fédération Internationale de Ski (FIS) onder auspiciën van het Internationaal Olympisch Comité. 

## Edities
| Spelen | Jaar | Gaststad / Gastland                                                           | Plaats                                                                        | Accommodatie(s)                                                               | Datum                                                                         | Landen                                                                        | Sporters                                                                      | Sporters                                                                      | Sporters                                                                      | Ond.                                                                          | Winnaar medaillespiegel                                                       |
| Spelen | Jaar | Gaststad / Gastland                                                           | Plaats                                                                        | Accommodatie(s)                                                               | Datum                                                                         | Landen                                                                        | Totaal                                                                        | M                                                                             | V                                                                             | Ond.                                                                          | Winnaar medaillespiegel                                                       |
| ------ | ---- | ----------------------------------------------------------------------------- | ----------------------------------------------------------------------------- | ----------------------------------------------------------------------------- | ----------------------------------------------------------------------------- | ----------------------------------------------------------------------------- | ----------------------------------------------------------------------------- | ----------------------------------------------------------------------------- | ----------------------------------------------------------------------------- | ----------------------------------------------------------------------------- | ----------------------------------------------------------------------------- |
| XXV    | 2026 | Milaan en Cortina d'Ampezzo, Italië                                           | Predazzo Tesero                                                               | Stadio del salto "Giuseppe Dal Ben" Stadio del fondo di Lago di Tesero        | 6–22 februari                                                                 |                                                                               |                                                                               |                                                                               | –                                                                             | 3                                                                             |                                                                               |
| XXIV   | 2022 | Peking, China                                                                 | Zhangjiakou                                                                   | Snow Ruyi National Ski Jumping Centre National Cross-Country Centre Guyangshu | 9–17 februari                                                                 | 19                                                                            | 55                                                                            | 55                                                                            | –                                                                             | 3                                                                             | Noorwegen                                                                     |
| XXIII  | 2018 | Pyeongchang, Zuid-Korea                                                       | Pyeongchang                                                                   | Alpensia Jumping Park Alpensia Cross-Country Skiing Centre                    | 14–22 februari                                                                | 16                                                                            | 55                                                                            | 55                                                                            | –                                                                             | 3                                                                             | Duitsland                                                                     |
| XXII   | 2014 | Sotsji, Rusland                                                               | Krasnaja Poljana                                                              | RusSki Gorki Laura Biathlon & Ski Complex                                     | 12–20 februari                                                                | 15                                                                            | 55                                                                            | 55                                                                            | –                                                                             | 3                                                                             | Noorwegen                                                                     |
| XXI    | 2010 | Vancouver, Canada                                                             | Whistler                                                                      | Whistler Olympic Park                                                         | 14–25 februari                                                                | 14                                                                            | 52                                                                            | 52                                                                            | –                                                                             | 3                                                                             | Verenigde Staten                                                              |
| XX     | 2006 | Turijn, Italië                                                                | Pragelato                                                                     | Stadio del Trampolino Pragelato Plan                                          | 11–21 februari                                                                | 15                                                                            | 59                                                                            | 59                                                                            | –                                                                             | 3                                                                             | Oostenrijk                                                                    |
| XIX    | 2002 | Salt Lake City, Verenigde Staten                                              | Park City Midway                                                              | Utah Olympic Park Jumps Soldier Hollow                                        | 9–22 februari                                                                 | 14                                                                            | 54                                                                            | 54                                                                            | –                                                                             | 3                                                                             | Finland                                                                       |
| XVIII  | 1998 | Nagano, Japan                                                                 | Hakuba                                                                        | Hakuba schansspringstadion Snow Harp                                          | 13–20 februari                                                                | 14                                                                            | 53                                                                            | 53                                                                            | –                                                                             | 2                                                                             | Noorwegen                                                                     |
| XVII   | 1994 | Lillehammer, Noorwegen                                                        | Lillehammer                                                                   | Lysgårdsbakken Birkebeineren-Skistadion                                       | 18–24 februari                                                                | 16                                                                            | 53                                                                            | 53                                                                            | –                                                                             | 2                                                                             | Noorwegen                                                                     |
| XVI    | 1992 | Albertville, Frankrijk                                                        | Courchevel Hauteluce                                                          | Tremplin du Praz Les Saisies                                                  | 11–17 februari                                                                | 12                                                                            | 46                                                                            | 46                                                                            | –                                                                             | 2                                                                             | Frankrijk                                                                     |
| XV     | 1988 | Calgary, Canada                                                               | Calgary                                                                       | Alberta Ski Jump Area Canmore Nordic Centre                                   | 23–28 februari                                                                | 13                                                                            | 44                                                                            | 44                                                                            | –                                                                             | 2                                                                             | Zwitserland                                                                   |
| XIV    | 1984 | Sarajevo, Joegoslavië                                                         | Hadžići                                                                       | Igman Olympic Jumps Igman, Veliko Polje                                       | 11–12 februari                                                                | 11                                                                            | 28                                                                            | 28                                                                            | –                                                                             | 1                                                                             | Noorwegen                                                                     |
| XIII   | 1980 | Lake Placid, Verenigde Staten                                                 | Lake Placid                                                                   | MacKenzie Intervale Ski Jumping Complex Cross Country Biathlon Center         | 18–19 februari                                                                | 9                                                                             | 31                                                                            | 31                                                                            | –                                                                             | 1                                                                             | DDR                                                                           |
| XII    | 1976 | Innsbruck, Oostenrijk                                                         | Seefeld in Tirol                                                              | Toni-Seelos-Olympiaschanze Olympiaregion Seefeld                              | 8–9 februari                                                                  | 14                                                                            | 34                                                                            | 34                                                                            | –                                                                             | 1                                                                             | DDR                                                                           |
| XI     | 1972 | Sapporo, Japan                                                                | Sapporo                                                                       | Miyanomori-Schanze Makomanai-Park                                             | 4–5 februari                                                                  | 14                                                                            | 40                                                                            | 40                                                                            | –                                                                             | 1                                                                             | DDR                                                                           |
| X      | 1968 | Grenoble, Frankrijk                                                           | Autrans-Méaudre en Vercors                                                    | Le Claret Autrans                                                             | 10–12 februari                                                                | 13                                                                            | 41                                                                            | 41                                                                            | –                                                                             | 1                                                                             | Bondsrepubliek Duitsland                                                      |
| IX     | 1964 | Innsbruck, Oostenrijk                                                         | Seefeld in Tirol                                                              | Toni-Seelos-Olympiaschanze Olympiaregion Seefeld                              | 2–3 februari                                                                  | 11                                                                            | 32                                                                            | 32                                                                            | –                                                                             | 1                                                                             | Noorwegen                                                                     |
| VIII   | 1960 | Squaw Valley, Verenigde Staten                                                | Squaw Valley                                                                  | Papoose Peak Jump McKinney Creek Stadium                                      | 21–22 februari                                                                | 13                                                                            | 33                                                                            | 33                                                                            | –                                                                             | 1                                                                             | Duitsland                                                                     |
| VII    | 1956 | Cortina d'Ampezzo, Italië                                                     | Pragelato                                                                     | Stadio del Trampolino Stadio della neve                                       | 29 – 31 januari                                                               | 12                                                                            | 36                                                                            | 36                                                                            | –                                                                             | 1                                                                             | Noorwegen                                                                     |
| VI     | 1952 | Oslo, Noorwegen                                                               | Holmenkollen                                                                  | Holmenkollenschans Holmenkollen                                               | 17–18 februari                                                                | 11                                                                            | 25                                                                            | 25                                                                            | –                                                                             | 1                                                                             | Noorwegen                                                                     |
| V      | 1948 | Sankt Moritz, Zwitserland                                                     | Sankt Moritz                                                                  | Olympiaschanze Stazerwald                                                     | 31 januari – 1 februari                                                       | 13                                                                            | 39                                                                            | 39                                                                            | –                                                                             | 1                                                                             | Finland                                                                       |
| -      | 1944 | Toegekend aan Cortina d'Ampezzo, maar afgelast vanwege de Tweede Wereldoorlog | Toegekend aan Cortina d'Ampezzo, maar afgelast vanwege de Tweede Wereldoorlog | Toegekend aan Cortina d'Ampezzo, maar afgelast vanwege de Tweede Wereldoorlog | Toegekend aan Cortina d'Ampezzo, maar afgelast vanwege de Tweede Wereldoorlog | Toegekend aan Cortina d'Ampezzo, maar afgelast vanwege de Tweede Wereldoorlog | Toegekend aan Cortina d'Ampezzo, maar afgelast vanwege de Tweede Wereldoorlog | Toegekend aan Cortina d'Ampezzo, maar afgelast vanwege de Tweede Wereldoorlog | Toegekend aan Cortina d'Ampezzo, maar afgelast vanwege de Tweede Wereldoorlog | Toegekend aan Cortina d'Ampezzo, maar afgelast vanwege de Tweede Wereldoorlog | Toegekend aan Cortina d'Ampezzo, maar afgelast vanwege de Tweede Wereldoorlog |
| -      | 1940 | Toegekend aan Sapporo, maar afgelast vanwege de Tweede Wereldoorlog           | Toegekend aan Sapporo, maar afgelast vanwege de Tweede Wereldoorlog           | Toegekend aan Sapporo, maar afgelast vanwege de Tweede Wereldoorlog           | Toegekend aan Sapporo, maar afgelast vanwege de Tweede Wereldoorlog           | Toegekend aan Sapporo, maar afgelast vanwege de Tweede Wereldoorlog           | Toegekend aan Sapporo, maar afgelast vanwege de Tweede Wereldoorlog           | Toegekend aan Sapporo, maar afgelast vanwege de Tweede Wereldoorlog           | Toegekend aan Sapporo, maar afgelast vanwege de Tweede Wereldoorlog           | Toegekend aan Sapporo, maar afgelast vanwege de Tweede Wereldoorlog           | Toegekend aan Sapporo, maar afgelast vanwege de Tweede Wereldoorlog           |
| IV     | 1936 | Garmisch-Partenkirchen, Duitsland                                             | Garmisch-Partenkirchen                                                        | Große Olympiaschanze Olympia-Skistadion                                       | 12–13 februari                                                                | 16                                                                            | 51                                                                            | 51                                                                            | –                                                                             | 1                                                                             | Noorwegen                                                                     |
| III    | 1932 | Lake Placid, Verenigde Staten                                                 | Lake Placid                                                                   | Intervale Hill James B. Sheffield Olympic Skating Rink                        | 10–11 februari                                                                | 10                                                                            | 33                                                                            | 33                                                                            | –                                                                             | 1                                                                             | Noorwegen                                                                     |
| II     | 1928 | Sankt Moritz, Zwitserland                                                     | Sankt Moritz                                                                  | Olympiaschanze Olympia-Skistadion                                             | 17–18 februari                                                                | 14                                                                            | 35                                                                            | 35                                                                            | –                                                                             | 1                                                                             | Noorwegen                                                                     |
| I      | 1924 | Chamonix-Mont-Blanc, Frankrijk                                                | Chamonix-Mont-Blanc                                                           | Le Mont Stade Olympique de Chamonix                                           | 2 – 4 februari                                                                | 9                                                                             | 30                                                                            | 30                                                                            | –                                                                             | 1                                                                             | Noorwegen                                                                     |

## Onderdelen
| Onderdeel       | Onderdeel       | 24 | 28 | 32 | 36 | 48 | 52 | 56 | 60 | 64 | 68 | 72 | 76 | 80 | 84 | 88 | 92 | 94 | 98 | 02 | 06 | 10 | 14 | 18 | 22 | 22 | Totaal |
| --------------- | --------------- | -- | -- | -- | -- | -- | -- | -- | -- | -- | -- | -- | -- | -- | -- | -- | -- | -- | -- | -- | -- | -- | -- | -- | -- | -- | ------ |
| Individueel     | Normale schans  | •  | •  | •  | •  | •  | •  | •  | •  | •  | •  | •  | •  | •  | •  | •  | •  | •  | •  | •  | •  | •  | •  | •  | •  | •  | 25     |
| Individueel     | Grote schans    |    |    |    |    |    |    |    |    |    |    |    |    |    |    |    |    |    |    | •  | •  | •  | •  | •  | •  | •  | 7      |
|                 |                 |    |    |    |    |    |    |    |    |    |    |    |    |    |    |    |    |    |    |    |    |    |    |    |    |    |        |
| Landenwedstrijd | Landenwedstrijd |    |    |    |    |    |    |    |    |    |    |    |    |    |    | •  | •  | •  | •  | •  | •  | •  | •  | •  | •  | •  | 11     |
| Totaal          | Totaal          | 1  | 1  | 1  | 1  | 1  | 1  | 1  | 1  | 1  | 1  | 1  | 1  | 1  | 1  | 2  | 2  | 2  | 2  | 3  | 3  | 3  | 3  | 3  | 3  | 3  | 43     |

Het individuele onderdeel heeft in loop der jaren een aantal wijzigingen ondergaan ten opzichte van de eerste uitvoering in 1924. Tot 1948 werd eerst 18 km gelopen en vervolgen gesprongen en werd per onderdeel punten gescoord, degene met het hoogst aantal punten werd winnaar. In 1952 werd de volgorde omgedraaid. In 1956 werd de loopafstand 15 km. Tot en met 1980 werd er op elke editie in de klassieke stijl gelopen, vanaf 1984 in de vrije stijl. Sinds 1988, ook het jaar dat de landenwedstrijd als tweede onderdeel werd toegevoegd, wordt de Gundersen-methode toegepast, dat wil zeggen dat de resultaten van het schansspringen in tijdsverschillen worden omgezet, en dat het langlaufonderdeel een achtervolgingswedstrijd is geworden. Daarvoor was het langlaufen een wedstrijd tegen de klok. Het schansspringonderdeel, steeds vanaf de normale schans, heeft alle technieken gevolgd van het specifieke schansspringen.
Op de edities van 2002 en 2006 stond een derde onderdeel op het programma. De (individuele) sprint. Vanaf de grote schans werd twee keer gesprongen en vervolgens 7,5 km gelopen. In 2010 werd verviel zowel de 7,5 km sprint als de individuele 15 km. Vanaf dit jaar wordt zowel vanaf de normale als grote schans eenmaal gesprongen en vervolgens 10 km gelopen.
Ook het landenwedstrijd heeft een verandering ondergaan. Bij de drie eerste edities bestond een team uit drie atleten, die ieder 10 km (in 1988, 1992) en 15 km (in 1994) moesten afleggen bij het langlaufen, sinds 1998 is het een wedstrijd met vier atleten, waarbij het langlaufen voor elke atleet over 5 km gaat. In 2026 wordt er gestreden in duo's.

## Medaillewinnaars
Succesvolste olympiërs
Vier noordse combinatie skiërs staan in de lijst van 'succesvolste olympiërs'. De Fin Samppa Lajunen is hierbij met drie gouden en twee zilveren medailles de 'succesvolste'. De Oostenrijker Felix Gottwald is de meest gelauwerde met zeven medailles in totaal. De voor Oost-Duitsland uitgekomen Ulrich Wehling, in wiens actieve periode alleen de individuele wedstrijd werd georganiseerd, en de Duitser Eric Frenzel zijn de enige andere atleten in deze tak van sport die drie gouden medailles won.
| P | Olympiër       | Land | Editie(s) | Goud | Zilver | Brons | T | Onderdeel                        |
| - | -------------- | ---- | --------- | ---- | ------ | ----- | - | -------------------------------- |
| 1 | Jørgen Graabak | NOR  | 2014-2022 | 4    | 2      | 0     | 6 | normale (1), grote (2), team (3  |
| 2 | Eric Frenzel   | GER  | 2010-2022 | 3    | 2      | 2     | 7 | normale (2), grote (1), team (4) |
| 3 | Samppa Lajunen | FIN  | 1988-2002 | 3    | 2      | 0     | 5 | normale (2), grote (1), team (2) |
| 4 | Felix Gottwald | AUT  | 2002-2010 | 3    | 1      | 3     | 7 | normale (2), grote (2), team (3) |
| 5 | Eric Frenzel   | GER  | 2006-2018 | 3    | 1      | 2     | 6 | normale (2), grote (1), team (3) |
| 6 | Ulrich Wehling | GDR  | 1972-1980 | 3    | 0      | 0     | 3 | normale (3)                      |

Meervoudige medaillewinnaars
Medaillewinnaars met vier of meer medailles in totaal.
| Olympiër            | Land | Editie(s) | T | Goud | Zilver | Brons | Onderdeel                        |
| ------------------- | ---- | --------- | - | ---- | ------ | ----- | -------------------------------- |
| Fred Børre Lundberg | NOR  | 1992-1998 | 4 | 2    | 2      | 0     | normale (1), team (3)            |
| Bjarte Engen Vik    | NOR  | 1994-1998 | 4 | 2    | 1      | 1     | normale (2), team (2)            |
| Johannes Rydzek     | GER  | 2010-2018 | 4 | 2    | 1      | 1     | grote (1), team (3)              |
| Mario Stecher       | AUT  | 2002-2014 | 4 | 2    | 0      | 2     | team (4)                         |
| Georg Hettich       | GER  | 2002-2006 | 4 | 1    | 2      | 1     | normale (1), grote (1), team (2) |
| Magnus Moan         | NOR  | 2006-2010 | 4 | 1    | 2      | 1     | normale (1), grote (2), team (1) |
| Fabian Rießle       | GER  | 2014-2018 | 4 | 1    | 2      | 1     | grote (2), team (2)              |
| Bernhard Gruber     | AUT  | 2010-2018 | 4 | 1    | 0      | 3     | grote (1), team (3)              |
| Akito Watabe        | JPN  | 2014-2022 | 4 | 0    | 2      | 2     | normale (2), grote (1), team (1) |
| Klaus Sulzenbacher  | AUT  | 1988-1992 | 4 | 0    | 1      | 3     | normale (2), team (2)            |

Onderstaande deelnemers wonnen ten minste twee medailles individueel bij de Noordse combinatie toen dat nog het enige onderdeel was (1924-1988).
2-0-1 (1924-1932)  NOR Johan Grøttumsbråten (won bij het langlaufen (24-28) ook nog 1x goud, zilver en brons)
1-1-0 (1948-1952)  FIN Heikki Hasu
1-1-0 (1960-1964)  NOR Tormod Knutsen
1-0-1 (1960-1964)  EUA Georg Thoma
0-1-1 (1928-1932)  NOR Hans Vinjarengen
0-0-2 (1976-1980)  GDR Konrad Winkler
De Noor Thorleif Haug, die ook op de lijst van “succesvolste olympiërs” staat, won een van zijn drie gouden medailles in de Noordse combinatie.

## Medaillespiegel
Tot en met de Olympische Winterspelen van 2022.
| Plaats | Land                     | NOC    | Goud | Zilver | Brons | Totaal |
| ------ | ------------------------ | ------ | ---- | ------ | ----- | ------ |
| 1      | Noorwegen                | NOR    | 15   | 12     | 8     | 35     |
| 2      | Duitsland                | GER    | 6    | 6      | 4     | 16     |
| 3      | Finland                  | FIN    | 4    | 8      | 2     | 14     |
| 4      | Oostenrijk               | AUT    | 3    | 2      | 11    | 16     |
| 5      | DDR                      | GDR    | 3    | 0      | 4     | 7      |
| 6      | Japan                    | JPN    | 2    | 3      | 2     | 7      |
| 7      | Frankrijk                | FRA    | 2    | 1      | 1     | 4      |
| 8      | Bondsrepubliek Duitsland | FRG    | 2    | 1      | 0     | 3      |
| 9      | Verenigde Staten         | USA    | 1    | 3      | 0     | 4      |
| 10     | Zwitserland              | SUI    | 1    | 2      | 1     | 4      |
| 11     | Duits eenheidsteam       | EUA    | 1    | 0      | 1     | 2      |
| 12     | Sovjet-Unie              | URS    | 0    | 1      | 2     | 3      |
| 13     | Zweden                   | SWE    | 0    | 1      | 1     | 2      |
| 14     | Italië                   | ITA    | 0    | 0      | 1     | 1      |
| 14     | Polen                    | POL    | 0    | 0      | 1     | 1      |
| 14     | Rusland                  | RUS    | 0    | 0      | 1     | 1      |
| Totaal | Totaal                   | Totaal | 40   | 40     | 40    | 120    |

Chamonix 1924 · 
St. Moritz 1928 · 
Lake Placid 1932 · 
Garmisch-Partenkirchen 1936 · 
St. Moritz 1948 · 
Oslo 1952 · 
Cortina d'Ampezzo 1956 · 
Squaw Valley 1960 · 
Innsbruck 1964 · 
Grenoble 1968 · 
Sapporo 1972 · 
Innsbruck 1976 · 
Lake Placid 1980 · 
Sarajevo 1984 · 
Calgary 1988 · 
Albertville 1992 · 
Lillehammer 1994 · 
Nagano 1998 · 
Salt Lake City 2002 · 
Turijn 2006 · 
Vancouver 2010 · 
Sotsji 2014 · 
Pyeongchang 2018 · 
Peking 2022 
Lijst van olympische medaillewinnaars
Olympische Zomerspelen
Olympische Winterspelen
Gerelateerd
Olympische Jeugdspelen · Paralympische Spelen · Deaflympische Spelen · Special Olympic World Games
IOC · COA · BOIC · NOC*NSF · NAOC · SOC